# Exército de Libertação do Kosovo
O Exército de Libertação do Kosovo ou ELK (albanês: Ushtria Çlirimtare e Kosovës ou UÇK) foi um grupo paramilitar formado por insurgentes de origem étnica albanesa, que lutou pela independência da província de Kosovo, território da Iugoslávia e da Sérvia no final da década de 1990.

## Histórico
O grupo surgiu a partir de uma pequena diáspora de albaneses étnicos na Suíça na década de 80 chegando a ter no seu auge 18 mil soldados no mesmo período que foi apoiado pelo governo norte-americano.

### Choques com Belgrado
O Exército de Libertação de Kosovo começou a promover ações contra alvos sérvios na província em 1995. Em 1998, o então presidente iugoslavo Slobodan Milošević respondeu com violência às ações perpetradas pelo ELK.
Slobodan Milošević foi acusado de promover expulsão ou "limpeza étnica" contra a maioria albanesa na província, que tem importância histórica para Sérvia. Belgrado dizia que lutava pela manutenção da integridade territorial da Iugoslávia. O governo iugoslavo considerava o ELK um grupo terrorista.

### Guerra do Kosovo
Apesar de Slobodan Milošević ter decretado cessar-fogo em dezembro daquele ano, a violência continuou. Um grupo de contato entre sérvios, líderes da comunidade albanesa em Kosovo e representantes das principais potências mundiais foi formado para negociar um acordo de paz que colocasse fim aos conflitos entre os guerrilheiros do ELK e as forças iugoslavas de Slobodan Milošević. O tratado previa a autonomia de Kosovo, a retirada das forças sérvias da província e a presença de tropas de paz, sob o comando da Organização do Tratado do Atlântico Norte, para monitorar o acordo.
Realizada em fevereiro de 1999, na região no castelo de Rambouillet, na França, a reunião fracassou. Os diplomatas sérvios aceitavam conceder autonomia ao Kosovo, mas rejeitada pelos independentistas albaneses. Inversamente, os sérvios recusavam a presença da OTAN no território, desejada pelos albaneses.
Após fracassarem as negociações de paz sobre o conflito separatista, a OTAN atacou a Iugoslávia em 24 de março de 1999, dando início à Guerra do Kosovo. A OTAN exigia que Milošević aceitasse as bases do acordo de paz de Rambouillet.
Após 79 dias de bombardeios, em 3 de junho de 1999, os líderes ocidentais e Milošević chegaram a acordo para o fim à guerra: as tropas sérvias iriam se retirar e permitir o estacionamento de uma força internacional de paz em Kosovo. Em 10 de junho, a cúpula militar da Iugoslávia assinou o acordo para encerrar o conflito.

### Crimes do ELK
Durante e após o fim dos bombardeios da OTAN contra o território iugoslavo, o Exército de Libertação de Kosovo foi acusado de cometer crimes de guerra contra a população sérvia e outras minorias étnicas (principalmente romas) - e até kosovares de origem albanesa acusados de colaborar com as autoridades sérvias. Segundo um relatório de 2001 do grupo Human Rights Watch, o ELK sequestrou e assassinou civis durante e depois da guerra.

### Dissolução do ELK
O ELK foi desfeito em 1999. Em seu lugar, foi criado o Corpo de Proteção do Kosovo (TMK, nas iniciais em albanês), uma unidade policial para situações de emergência civil. Ex-membros do Exército de Libertação de Kosovo foram absorvidos pelo TMK. Segundo a ONU, as funções desempenhadas pela TMK são restritas a ações de emergência e trabalho humanitário, mas antigos integrantes do ELK consideram a TMK um núcleo de um exército nacional em um futuro Kosovo independente.